# Ricombinasi
Una ricombinasi è un enzima in grado di coordinare una ricombinazione genetica, ovvero uno scambio di regioni di DNA a partire da segmenti distinti e separati tra loro. Le ricombinasi più note per attività biologica ed utilizzo nelle tecniche di ingegneria genetica figurano:
- Cre ricombinasi, topoisomerasi di tipo I proveniente dal batteriofago P1, molto utilizzata in applicazioni di biologia molecolare;
- Flp ricombinasi è anch'essa molto usato nelle ricombinazioni in vitro;
- RecA, responsabile delle ricombinazioni in Escherichia coli;
- Hin ricombinasi, responsabile delle ricombinazioni in Salmonella;
- RAD51, responsabile delle ricombinazioni in diversi organismi eucarioti.